# RTV Politika
RTV Politika, en serbe cyrillique РТВ Политика, est une radio et une chaîne de télévision locales serbes diffusées à Belgrade, la capitale du pays.
RTV Politika, créée en 1990, est détenue par la société Politika A.D, qui édite aussi le célèbre journal de référence Politika.